# Michael John Sheridan
Michael John Sheridan (Saint Louis, 4 marzo 1945 – Colorado Springs, 27 settembre 2022) è stato un vescovo cattolico statunitense.

## Biografia
Michael John Sheridan è nato a Saint Louis, nel Missouri, il 4 marzo 1945 ed è il maggiore dei due figli di John Sheridan e Bernice (nata Moore). È cresciuto nel sobborgo di Jennings.

### Formazione e ministero sacerdotale
Ha frequentato la Corpus Christi Catholic School dal 1951 al 1959 e nel 1963 si è diplomato alla St. Louis University High School di Saint Louis.
Dopo aver frequentato il Rockhurst College di Kansas City per un anno, è entrato nel seminario del Cardinal Glennon College di Saint Louis. Nel 1967 ha conseguito il Bachelor of Arts in filosofia. Ha proseguito gli studi di teologia al seminario "Kenrick-Glennon" di Saint Louis, concludendoli con il Master of Divinity.
Il 29 maggio 1971 è stato ordinato presbitero per l'arcidiocesi di Saint Louis dal cardinale John Joseph Carberry. Nel 1973 ha conseguito il Master of Arts in teologia storica presso l'Università di Saint Louis. L'anno successivo è stato inviato a Roma per studi. Ha preso residenza presso la Casa Santa Maria del Pontificio collegio americano del Nord. Nel 1976 ha conseguito la licenza in teologia dogmatica presso la Pontificia università "San Tommaso d'Aquino". Nel 1980 ha ottenuto il dottorato nella stessa disciplina e nel medesimo ateneo con una tesi intitolata "The Theology of the Local Church in Vatican II". Tornato in patria è stato vicario parrocchiale della parrocchia di San Disma a Florissant; vicario parrocchiale della parrocchia di Cristo Re a University City; insegnante di teologia dogmatica presso il seminario "Kenrick-Glennon" dal 1977 al 1988; vicario parrocchiale a tempo parziale della parrocchia di Santo Stefano a Saint Louis; parroco della parrocchia di Cristo Re a University City dal 1988 al 1993; amministratore parrocchiale della parrocchia dell'Immacolata a Richmond Heights dal 1993 al 1994 e poi parroco della stessa dal 1994.

### Ministero episcopale
Il 9 luglio 1997 papa Giovanni Paolo II lo ha nominato vescovo ausiliare di Saint Louis e titolare di Tibiuca. Ha ricevuto l'ordinazione episcopale il 3 settembre successivo dall'arcivescovo metropolita di Saint Louis Justin Francis Rigali, co-consacranti il vescovo ausiliare della stessa arcidiocesi Edward Kenneth Braxton e il vescovo di Lafayette Edward Joseph O'Donnell.
Il 4 dicembre 2001 lo stesso pontefice lo ha nominato vescovo coadiutore di Colorado Springs. Il 30 gennaio successivo è entrato in diocesi. Il 30 gennaio 2003 è succeduto alla medesima sede.
Nel 2004 monsignor Sheridan ha suscitato polemiche quando ha detto che qualsiasi cattolico che non riflette l'insegnamento della Chiesa nella cabina elettorale "si prende gioco di quella fede e smentisce la sua identità di cattolico", un'osservazione ampiamente diffusa per riferirsi ai sostenitori di John Kerry, sebbene abbia anche affermato che "la Chiesa non ordina mai ai cittadini di votare per un candidato specifico". La direttiva è stata segnalata come la prima nella nazione "che avrebbe applicato agli elettori le stesse controverse sanzioni proposte da alcuni vescovi contro i politici cattolici per i diritti dell'aborto [...] anche una delle più drastiche: equiparare un particolare voto ad attività peccaminosa". La posizione di Sheridan ha attirato l'attenzione nazionale e aspre critiche. Egli ha poi ammorbidito la sua posizione in un articolo sul quotidiano diocesano. Il portavoce di Sheridan ha detto che non vi è alcun divieto alla Comunione e che le decisioni sul prendere la Comunione dipendono dagli individui e dalle loro coscienze.
Ci sono state ulteriori polemiche nel 2005 quando l'assistente esecutivo di monsignor Sheridan, Peter Howard, ha scritto un articolo sul giornale diocesano affermando che la partecipazione ai servizi protestanti è contraria all'insegnamento della Chiesa. Sheridan ha quindi rilasciato delle scuse pubbliche affermando che il punto di vista di Howard "non rappresenta il mio pensiero sull'argomento". Altri importanti chierici della diocesi sono d'accordo con Sheridan, affermando che i cattolici dovrebbero essere incoraggiati a partecipare ai servizi protestanti.
Dal 17 giugno 2013 al 27 febbraio 2014 è stato anche amministratore apostolico di Pueblo.
Nel maggio del 2012 e nel febbraio del 2020 ha compiuto la visita ad limina.
In seno alla Conferenza dei vescovi cattolici degli Stati Uniti è stato membro del comitato per l'educazione cattolica, del comitato per le priorità e i piani e del comitato amministrativo.
Ha fatto parte del consiglio di fondazione del seminario "San Giovanni Vianney" di Denver e del consiglio di fondazione del seminario "Kenrick-Glennon" di Saint Louis. È stato anche presidente del comitato consultivo episcopale della Catholic Radio Association.
Il 30 aprile 2021 papa Francesco ha accolto la sua rinuncia al governo pastorale della diocesi di Colorado Springs per raggiunti limiti di età.
È morto a Colorado Springs, in Colorado, il 27 settembre 2022, all'età di 77 anni.

## Genealogia episcopale
La genealogia episcopale è:
- Cardinale Scipione Rebiba
- Cardinale Giulio Antonio Santori
- Cardinale Girolamo Bernerio, O.P.
- Arcivescovo Galeazzo Sanvitale
- Cardinale Ludovico Ludovisi
- Cardinale Luigi Caetani
- Cardinale Ulderico Carpegna
- Cardinale Paluzzo Paluzzi Altieri degli Albertoni
- Papa Benedetto XIII
- Papa Benedetto XIV
- Papa Clemente XIII
- Cardinale Enrico Benedetto Stuart
- Papa Leone XII
- Cardinale Chiarissimo Falconieri Mellini
- Cardinale Camillo Di Pietro
- Cardinale Mieczysław Halka Ledóchowski
- Cardinale Jan Maurycy Paweł Puzyna de Kosielsko
- Arcivescovo Józef Bilczewski
- Arcivescovo Bolesław Twardowski
- Arcivescovo Eugeniusz Baziak
- Papa Giovanni Paolo II
- Cardinale Justin Francis Rigali
- Vescovo Michael John Sheridan